# اثنا عشري كربونيل ثلاثي الحديد
اثنا عشري كربونيل ثلاثي الحديد هو مركب حديد عضوي صيغته Fe3(CO)12، ويوجد على هيئة بلورات خضراء داكنة.

## التحضير
يمكن أن يحضر المركب من التفكك الحراري لمركب خماسي كربونيل الحديد:
{\displaystyle {\ce {3 Fe(CO)5 -> Fe3(CO)12 + 3 CO}}}
مخبرياً يحضر المركب من تفاعل خماسي كربونيل الحديد في وسط مائي من ثلاثي إيثيل الأمين:
{\displaystyle \mathrm {1)\ 3\ [Fe(CO)_{5}]+{(C_{2}H_{5})}_{3}N+H_{2}O\rightarrow } } {\displaystyle \mathrm {[{(C_{2}H_{5})}_{3}NH][HFe_{3}(CO)_{11}]+3\ CO+CO_{2}} }

## الخواص

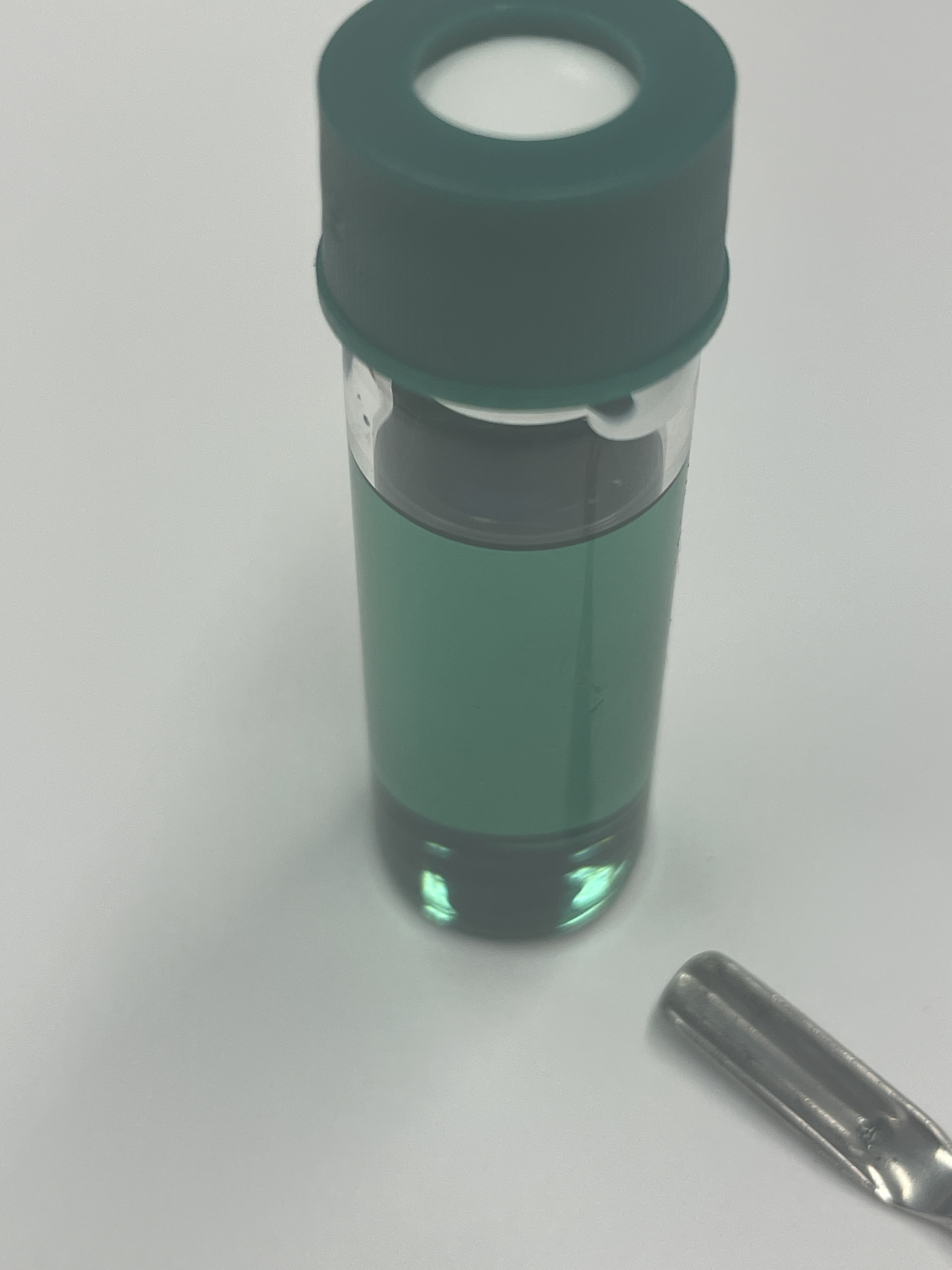
محلول مشبع من Fe_{3}(CO)_{12} في الميسيتيلين.

يعد المركب مثالاً على معقد كربونيلي تتألف بنيته من مثلث من ذرات الحديد ترتبط به اثنتا عشرة ربيطة من CO (الكربونيل).